# 森川卓郎
森川 卓郎（もりかわ たくろう、1941年8月28日- ）は、広島県出身の元プロ野球選手（投手）。

## 来歴・人物
広島商業高校では、エースとして1959年春季中国大会で準々決勝に進むが、倉敷工に惜敗。同大会の県予選決勝では三浦和美らのいた広陵高をノーヒットノーランに抑えている。同年夏も県予選で敗れ甲子園には届かなかった。高校同期に松村正晴がいる。
卒業後は神奈川大学に進学。大学では主戦投手として活躍し、横浜五大学野球リーグで4回優勝。全日本大学野球選手権大会には3回出場し、1963年には準決勝に進出するが慶大に敗れた。4年春にリーグ最優秀選手。
1964年に地元チームでもある広島カープへ入団、5月から先発陣の一角として起用される。5月17日には巨人を相手に先発し初勝利。6月9日には大洋の高橋重行と投げ合い、9回サヨナラ完封勝利を記録する。同年は21試合に登板、3勝を挙げた。しかし2年目は1勝にとどまる。その後は左肩を痛め、1967年オフを以って26歳で引退した。武器はカーブとシュート、シンカーであった。
現在は、広島市南区にある鋼材関連の企業（興永鋼材）で、取締役会長を務めている。

## 詳細情報

### 年度別投手成績
| 年 度     | 球 団     | 登 板 | 先 発 | 完 投 | 完 封 | 無 四 球 | 勝 利 | 敗 戦 | セ 丨 ブ | ホ 丨 ル ド | 勝 率 | 打 者 | 投 球 回 | 被 安 打 | 被 本 塁 打 | 与 四 球 | 敬 遠 | 与 死 球 | 奪 三 振 | 暴 投 | ボ 丨 ク | 失 点 | 自 責 点 | 防 御 率 | W H I P |
| --------- | --------- | ----- | ----- | ----- | ----- | -------- | ----- | ----- | -------- | ----------- | ----- | ----- | -------- | -------- | ----------- | -------- | ----- | -------- | -------- | ----- | -------- | ----- | -------- | -------- | ------- |
| 1964      | 広島      | 21    | 12    | 1     | 1     | 0        | 3     | 5     | --       | --          | .375  | 284   | 70.0     | 58       | 9           | 24       | 1     | 2        | 28       | 0     | 0        | 21    | 20       | 2.57     | 1.17    |
| 1965      | 広島      | 20    | 10    | 0     | 0     | 0        | 1     | 1     | --       | --          | .500  | 155   | 37.0     | 38       | 4           | 10       | 0     | 0        | 16       | 0     | 0        | 19    | 15       | 3.97     | 1.41    |
| 1966      | 広島      | 11    | 1     | 0     | 0     | 0        | 0     | 1     | --       | --          | .000  | 54    | 13.1     | 11       | 2           | 6        | 1     | 0        | 5        | 0     | 0        | 5     | 5        | 3.46     | 1.28    |
| 通算：3年 | 通算：3年 | 52    | 23    | 1     | 1     | 0        | 4     | 7     | --       | --          | .364  | 493   | 120.1    | 107      | 15          | 40       | 2     | 2        | 49       | 0     | 0        | 45    | 40       | 3.00     | 1.22    |

### 記録
- 初登板：1964年4月21日、対国鉄スワローズ2回戦（広島市民球場）、8回表から4番手で救援登板・完了、2回無失点
- 初先発登板：1964年5月5日、対読売ジャイアンツ8回戦（後楽園球場）、2回2/3無失点で勝敗つかず
- 初勝利・初先発勝利：1964年5月17日、対読売ジャイアンツ13回戦（広島市民球場）、7回無失点
- 初完投勝利・初完封：1964年6月9日、対大洋ホエールズ10回戦（広島市民球場）

### 背番号
- 15 （1964年 - 1967年）